# Równanie kwadratowe

Wzór na rozwiązania równania kwadratowego, gdzie i to współczynniki postaci ogólnej. Wyrażenie pod pierwiastkiem jest znane jako wyróżnik równania kwadratowego, trójmianu kwadratowego lub funkcji kwadratowej i bywa oznaczane dużą grecką literą delta:

Równanie kwadratowe, równanie drugiego stopnia – rodzaj równania, w którym niewiadoma występuje w drugiej potędze i opcjonalnie też w pierwszej. Zazwyczaj równanie kwadratowe w domyśle ma jedną niewiadomą – wtedy zawsze sprowadza się do postaci:
{\displaystyle ax^{2}+bx+c=0,\ a\neq 0.}
Założenie {\displaystyle a\neq 0} oznacza, że do równań kwadratowych nie zalicza się równań liniowych. Powyższe równanie nie jest jedyną definicją równania kwadratowego o jednej niewiadomej – istnieją też definicje równoważne, ponieważ wyrażenie po lewej zawsze da się przekształcić do innej postaci.
Niewiadoma {\displaystyle x} i wielkości {\displaystyle a,} {\displaystyle b,} {\displaystyle c} mogą być liczbami rzeczywistymi {\displaystyle (\mathbb {R} )} lub elementami dowolnej innej struktury, w której występują dodawanie i mnożenie. W tym artykule opisano głównie równania kwadratowe o zmiennych rzeczywistych. Jest to standardowy element wykształcenia matematycznego na poziomie średnim; przykładowo równania kwadratowe tego typu znalazły się w podstawie programowej polskich liceów i techników, także w zakresie podstawowym. Równania kwadratowe stosuje się między innymi w geometrii, na przykład planimetrii.
Równania kwadratowe w powyższym sensie mają uogólnienia opisane w odpowiedniej sekcji.

## Definicje
Dla równania kwadratowego z jedną niewiadomą postać ogólna to ta wspomniana wyżej:
{\displaystyle ax^{2}+bx+c=0,\ a\neq 0.}
Oprócz tego:
- wyrażenie po lewej jest też znane jako trójmian kwadratowy[8][7]; bliżej opisuje je artykuł o funkcjach kwadratowych;
- rozwiązanie to każda liczba, która po podstawieniu w miejsce {\displaystyle x} i wykonaniu wszystkich działań daje równość. Inna nazwa rozwiązania to pierwiastek[3];
- jeśli istnieje tylko jedno rozwiązanie, to bywa znane jako pierwiastek podwójny[3];
- wielkości {\displaystyle a,b,c} to współczynniki[9][10], kolejno: kwadratowy, liniowy i stały. Ten ostatni to inaczej wyraz wolny[11];
- jeśli wszystkie współczynniki są niezerowe, tzn. także {\displaystyle b\neq 0} i {\displaystyle c\neq 0,} to równanie kwadratowe nazywa się zupełnym. W przeciwnym wypadku – czyli kiedy {\displaystyle b=0} lub {\displaystyle c=0} – równanie kwadratowe nazywa się niezupełnym[7]. Ta druga nazwa opisuje dwa rodzaje równań:

{\displaystyle {\begin{aligned}ax^{2}+c&=0\ (b=0),\\ax^{2}+bx&=0\ (c=0).\end{aligned}}}
- dla każdego trójmianu kwadratowego istnieje równoważna postać kanoniczna[4], przez co mówi się też o postaci kanonicznej równania kwadratowego:

{\displaystyle a(x-p)^{2}+q=0.}
Dalsze sekcje opisują, jak znajdować postać kanoniczną na podstawie tej ogólnej i jak rozwiązywać równania w postaci kanonicznej;
- dla niektórych trójmianów kwadratowych – i przez to też równań kwadratowych – istnieje postać iloczynowa:

{\displaystyle a(x-x_{1})(x-x_{2})=0.}
Liczby {\displaystyle x_{1},x_{2}} to rozwiązania – podstawione pod {\displaystyle x} sprawiają, że lewa strona równości jest równa zeru;
- w szczególności rozwiązania mogą być równe, tzn. może występować wspomniany wyżej pierwiastek podwójny: {\displaystyle x_{1}=x_{2},} oznaczany też przez {\displaystyle x_{0}.} Wtedy postacią iloczynową równania jest[12]:

{\displaystyle a(x-x_{0})^{2}=0.}
W tym wypadku postać iloczynowa pokrywa się z kanoniczną: {\displaystyle p=x_{0},} {\displaystyle q=0.}
- wyrażenia {\displaystyle (x-x_{1})} i {\displaystyle (x-x_{2})} występujące w postaci iloczynowej są znane jako czynniki liniowe[12];
- znajdowanie postaci iloczynowej to inaczej rozkład na czynniki liniowe[12][13].

## Równania kwadratowe niezupełne

### Brak wyrazu wolnego
Najłatwiej rozwiązać równanie kwadratowe bez wyrazu wolnego, czyli postaci:
{\displaystyle ax^{2}+bx=0,\ a\neq 0.}
Wystarczy skorzystać z rozdzielności mnożenia, czyli zamienić sumę iloczynów na jeden iloczyn:
{\displaystyle x(ax+b)=0.}
Ta czynność bywa nazywana wyłączaniem wspólnego czynnika przed nawias. Następnie wystarczy skorzystać z faktu, że iloczyn może być zerowy tylko gdy któryś czynnik jest zerowy. Stąd dwa rozwiązania:
{\displaystyle {\begin{aligned}x_{1}&=0,\\ax_{2}+b&=0,\\x_{2}&=-{\tfrac {b}{a}}.\end{aligned}}}

### Brak członu liniowego
Drugi rodzaj równań kwadratowych niezupełnych jest postaci:
{\displaystyle ax^{2}+c=0,\ a\neq 0.}
Można je przekształcić, wykonując działania na obu stronach równości:
{\displaystyle {\begin{aligned}ax^{2}&=-c,\\x^{2}&=-{\tfrac {c}{a}}.\end{aligned}}}
Liczba rozwiązań rzeczywistych zależy tu od znaku prawej strony:
- jeśli jest ujemna {\displaystyle (<0)} – tzn. {\displaystyle a} i {\displaystyle c} mają zgodne znaki – to takich rozwiązań nie ma {\displaystyle (x\notin \mathbb {R} );}
- jeśli jest dodatnia {\displaystyle (>0)} – tzn. {\displaystyle a} i {\displaystyle c} mają przeciwne znaki – to ma rzeczywisty pierwiastek kwadratowy. Dzięki temu rozwiązania są dwa:

{\displaystyle {\begin{aligned}x_{1}&={\sqrt {-{\tfrac {c}{a}}}},\\x_{2}&=-{\sqrt {-{\tfrac {c}{a}}}}.\end{aligned}}}
Dwa powyższe rozwiązania można też uzasadniać własnościami wartości bezwzględnej i jednym ze wzorów skróconego mnożenia, konkretniej różnicą kwadratów {\displaystyle (u^{2}-v^{2}=...)}. Przykład użycia tej drugiej metody:
{\displaystyle {\begin{aligned}4x^{2}-1&=0,\\(2x)^{2}-1^{2}&=0,\\(2x-1)(2x+1)&=0,\\2x-1=0\ \vee \ 2x+1&=0,\\x_{1}={\tfrac {1}{2}},\ x_{2}&=-{\tfrac {1}{2}},\end{aligned}}}
gdzie symbol {\displaystyle \vee } oznacza spójnik „lub”.

## Inne szczególne przypadki

### Wzory skróconego mnożenia

Graficzne uzasadnienie wzoru na kwadrat sumy: Ten wzór pomaga rozwiązać niektóre równania kwadratowe zupełne, tzn. zawierające wszystkie trzy człony

Czasem zupełne równanie kwadratowe da się przedstawić w postaci iloczynowej, korzystając ze wzorów skróconego mnożenia. Przykład – równanie:
{\displaystyle x^{2}+2x+1=0.}
Można je zapisać, korzystając ze wzoru skróconego mnożenia na kwadrat sumy:
{\displaystyle (x+1)^{2}=0.}
Wtedy istnieje jedno rozwiązanie: {\displaystyle x_{0}=-1.}

### Współczynniki całkowite
Istnieje prosta metoda wyznaczania pierwiastków wymiernych równania kwadratowego o współczynnikach całkowitych, czyli postaci
{\displaystyle ax^{2}+bx+c=0,}
gdzie {\displaystyle a,b,c} są liczbami całkowitymi (jeżeli są liczbami wymiernymi, spośród których choć jedna nie jest całkowita, to równanie można pomnożyć stronami przez najmniejszą wspólną wielokrotność mianowników tych współczynników uzyskując równanie równoważne, tj. o jednakowym zbiorze rozwiązań). Dokładniej:
Jeżeli liczba wymierna {\displaystyle p/q,} gdzie {\displaystyle p} i {\displaystyle q\neq 0} są względnie pierwszymi liczbami całkowitymi (tzn. ich największy wspólny dzielnik jest równy 1) jest pierwiastkiem powyższego, to {\displaystyle p} jest dzielnikiem {\displaystyle c,} a {\displaystyle q} jest dzielnikiem {\displaystyle a.}
Powyższe twierdzenie jest prawdziwe także dla wielomianów wyższych stopni.
Przykłady
- Rozwiązaniami wymiernymi równania

{\displaystyle 2x^{2}-7x+5=0}
mogą być tylko liczby należące do zbioru {\displaystyle \{-5,-1,1,5,-5/2,-1/2,1/2,5/2\}.} Podstawiając {\displaystyle x=-5} otrzymuje się wyraźnie dużą liczbę dodatnią po lewej stronie; podstawienie {\displaystyle x=5} daje {\displaystyle 20\neq 0;} liczba {\displaystyle x=-1} podstawiona do równania daje po lewej stronie wartość {\displaystyle 14;} liczba {\displaystyle x=1} jest rozwiązaniem powyższego równania (drugim jest {\displaystyle 5/2}).

### Inne
Jeżeli suma współczynników równania
{\displaystyle ax^{2}+bx+c=0}
jest równa zeru, tzn. {\displaystyle a+b+c=0,} to wśród jego rozwiązań znajduje się liczba {\displaystyle 1} (por. przykład z powyższej sekcji). Jeżeli {\displaystyle -a+b-c=0,} to liczba {\displaystyle -1} jest pierwiastkiem tego równania.
Przykład
Równanie
{\displaystyle 7x^{2}-x-8=0}
na mocy powyższego faktu ma pierwiastek równy {\displaystyle -1.}

## Rozwiązania przypadku ogólnego

### Wyróżnik
Ponieważ
{\displaystyle {\begin{aligned}ax^{2}+bx+c&=a\left(x^{2}+{\tfrac {bx}{a}}+{\tfrac {c}{a}}\right)\\&=a\left(x^{2}+{\tfrac {xb}{a}}+{\tfrac {4ac}{4a^{2}}}\right)\\&=a\left(x^{2}+{\tfrac {2xb}{2a}}+{\tfrac {4ac-b^{2}}{4a^{2}}}+{\tfrac {b^{2}}{4a^{2}}}\right)\\&=a\left(x^{2}+{\tfrac {2xb}{2a}}+{\tfrac {b^{2}}{4a^{2}}}-{\tfrac {b^{2}-4ac}{4a^{2}}}\right)\\&=a\left((x+{\tfrac {b}{2a}})^{2}-{\tfrac {b^{2}-4ac}{4a^{2}}}\right)\\&=a\left(x+{\tfrac {b}{2a}}-{\tfrac {\sqrt {b^{2}-4ac}}{2a}}\right)\left(x+{\tfrac {b}{2a}}+{\tfrac {\sqrt {b^{2}-4ac}}{2a}}\right)\\&=a\left(x-{\tfrac {-b+{\sqrt {b^{2}-4ac}}}{2a}}\right)\left(x-{\tfrac {-b-{\sqrt {b^{2}-4ac}}}{2a}}\right)\end{aligned}}}

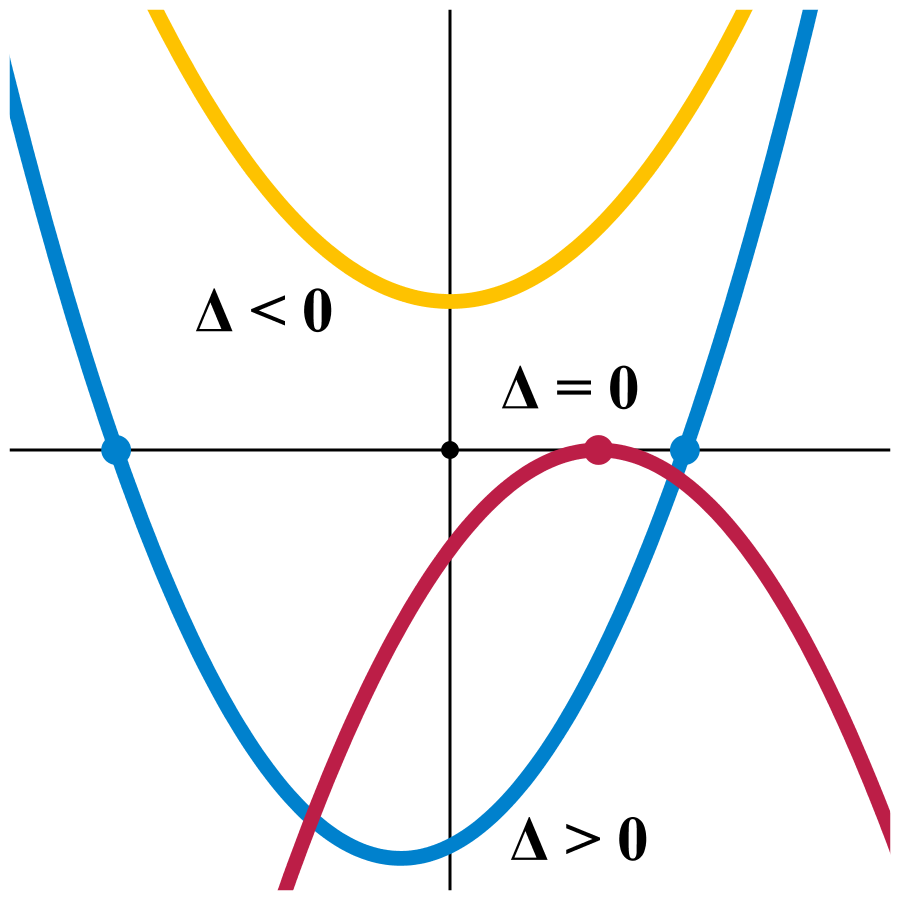
Przykłady różnych znaków wyróżnika:
■ <0: x^{2} + ^{1}⁄_{2}
■ =0: −^{4}⁄_{3}x^{2} + ^{4}⁄_{3}x − ^{1}⁄_{3}
■ >0: ^{3}⁄_{2}x^{2} + ^{1}⁄_{2}x − ^{4}⁄_{3}

(piąta równość zachodzi na podstawie wzoru skróconego mnożenia na różnicę kwadratów), to pierwiastkami tego wielomianu są wielkości
{\displaystyle x_{1}={\frac {-b-{\sqrt {b^{2}-4ac}}}{2a}}}
oraz
{\displaystyle x_{2}={\frac {-b+{\sqrt {b^{2}-4ac}}}{2a}}.}
Wyrażenie
{\displaystyle \Delta =b^{2}-4ac}
nazywa się wyróżnikiem równania kwadratowego. W szczególności jeżeli {\displaystyle \Delta =0,} to
{\displaystyle x_{1}=x_{2}={\tfrac {-b}{2a}}.}
Powyższe równości są prawdziwe w dziedzinie zespolonej – w szczególności, gdy {\displaystyle \Delta <0,} to
{\displaystyle {\sqrt {\Delta }}=i{\sqrt {4ac-b^{2}}},}
gdzie {\displaystyle i} jest jednostką urojoną, a wyrażenie pod pierwiastkiem po prawej stronie jest dodatnią wielkością rzeczywistą. Wtedy też równanie ma dwa sprzężone ze sobą rozwiązania zespolone, których część rzeczywista wynosi {\displaystyle {\tfrac {-b}{2a}}.} Jeżeli {\displaystyle \Delta >0,} to rozwiązaniami są liczby rzeczywiste symetryczne względem {\displaystyle {\tfrac {-b}{2a}}.} Przypadki dla {\displaystyle \Delta \neq 0} można podsumować zdaniem: średnia arytmetyczna pierwiastków wynosi {\displaystyle {\tfrac {-b}{2a}}} (por. wzory Viète’a).
Równanie kwadratowe ma rozwiązanie w dziedzinie rzeczywistej, o ile {\displaystyle \Delta \geqslant 0.} Dokładniej, jeśli:
- {\displaystyle \Delta >0,} to równanie ma dwa rozwiązania rzeczywiste (dwa pierwiastki rzeczywiste),
- {\displaystyle \Delta =0,} to równanie ma jedno rozwiązanie rzeczywiste (podwójny pierwiastek rzeczywisty),
- {\displaystyle \Delta <0,} to równanie nie ma rozwiązań rzeczywistych.

Rozwiązania korzystające z wyróżnika są poprawne także nad skończonymi ciałami {\displaystyle \mathbb {Z} _{p},} gdzie {\displaystyle p} jest pewną liczbą pierwszą większą od 2.
Przykłady
- Równanie

{\displaystyle -2x^{2}+3x-1=0}
ma dwa rozwiązania, gdyż jego wyróżnik jest równy
{\displaystyle 3^{2}-4(-2)(-1)=9-8=1>0.}
Są nimi:
{\displaystyle x_{1}={\tfrac {-3-1}{2(-2)}}={\tfrac {-4}{-4}}=1} oraz
{\displaystyle x_{2}={\tfrac {-3+1}{2(-2)}}={\tfrac {-2}{-4}}={\tfrac {1}{2}}.}
- Równanie

{\displaystyle x^{2}+2x=-4}
po uporządkowaniu ma postać
{\displaystyle x^{2}+2x+4=0.}
Nie ma rozwiązań rzeczywistych, gdyż
{\displaystyle \Delta =2^{2}-4\cdot 1\cdot 4=-12<0,}
jednak ma rozwiązania zespolone: ponieważ {\displaystyle \Delta =-12=12i^{2},} to rozwiązania mają postać
{\displaystyle x_{1,2}=-1\pm {\sqrt {3}}i.}
- Równanie

{\displaystyle 4x^{2}+4x+1=0}
ma jedno rozwiązanie {\displaystyle x=-{\tfrac {1}{2}},} gdyż wyróżnik
{\displaystyle 4^{2}-4\cdot 4\cdot 1=0.}

### Wzory Viète’a
Znając jedno rozwiązanie, można wskazać drugie, korzystając z tzw. wzorów Viète’a, które dla wielomianu {\displaystyle ax^{2}+bx+c} mają postać
{\displaystyle {\begin{cases}x_{1}x_{2}={\frac {c}{a}}\\x_{1}+x_{2}=-{\frac {b}{a}}.\end{cases}}}
Przykładem ich zastosowania może być następujący przypadek szczególny: jeżeli współczynniki wielomianu
{\displaystyle x^{2}+bx+c}
spełniają równości {\displaystyle b=u+v} i {\displaystyle c=uv,} to można go zapisać jako
{\displaystyle (x+u)(x+v).}
Oznacza to, że rozwiązaniami równania
{\displaystyle x^{2}+bx+c=0,}
którego współczynniki spełniają powyższe tożsamości są liczby
{\displaystyle x_{1}=-u} oraz {\displaystyle x_{2}=-v.}
Przykłady
- Równanie

{\displaystyle x^{2}+5x+6=0}
daje się przedstawić w postaci
{\displaystyle (x+2)(x+3)=0,}
skąd otrzymuje się rozwiązania
{\displaystyle x_{1}=-2} oraz {\displaystyle x_{2}=-3.}
- Równanie

{\displaystyle x^{2}-5x-6=0}
można zapisać jako
{\displaystyle (x+1)(x-6)=0,}
co oznacza, że rozwiązaniami są liczby
{\displaystyle x_{1}=-1} oraz {\displaystyle x_{2}=6.}

### Dopełnianie do kwadratu
Zwykle wykorzystanie wzorów skróconego mnożenia nie jest możliwe, jednak czasami drobne przekształcenia równania pozwalają uprościć proces wyznaczania rozwiązania; szczególnie, jeśli wyłącznie wyraz wolny stanowi przeszkodę. Niech
{\displaystyle x^{2}+bx+d=0}
będzie równaniem, którego rozwiązania są poszukiwane. Jeżeli
{\displaystyle x^{2}+bx+c=(x-t)^{2},}
to wyjściowe równanie można przekształcić następująco:
{\displaystyle x^{2}+bx+c-c+d=0,}
skąd
{\displaystyle (x-t)^{2}-(c-d)=0,}
a skorzystawszy ze wzoru skróconego mnożenia na różnicę kwadratów otrzymuje się
{\displaystyle (x-t-{\sqrt {c-d}})(x-t+{\sqrt {c-d}})=0,}
co daje rozwiązania
{\displaystyle x=t+{\sqrt {c-d}}} oraz {\displaystyle x=t-{\sqrt {c-d}}.}
Podobnie jak objaśniono to wyżej, rozwiązanie rzeczywiste istnieje wyłącznie, gdy {\displaystyle c-d>0.}
Przykłady
- Równanie

{\displaystyle x^{2}-4x+2=0}
jest tożsame następującemu
{\displaystyle x^{2}-2\cdot 2x+4-4+2=0,}
kontynuując uzyskuje się
{\displaystyle (x-2)^{2}-2=0,}
co jest równoważne
{\displaystyle (x-2)^{2}-({\sqrt {2}})^{2}=0}
oraz
{\displaystyle (x-2-{\sqrt {2}})(x-2+{\sqrt {2}})=0,}
a więc rozwiązaniami są
{\displaystyle x_{1}=2+{\sqrt {2}}} oraz {\displaystyle x_{2}=2-{\sqrt {2}}.}

## Uogólnienia

Przykładowy okrąg w kartezjańskim układzie współrzędnych. Można go opisać równaniem kwadratowym o dwóch niewiadomych

### Wiele niewiadomych
Oprócz równań kwadratowych powyższego typu rozważa się też równania kwadratowe z większą liczbą niewiadomych, np.:
{\displaystyle x^{2}+y^{2}+ax+by=c.}
To równanie może być opisem okręgu w kartezjańskim układzie współrzędnych. Ogólne równanie kwadratowe o dwóch niewiadomych opisuje artykuł: krzywa drugiego stopnia.
Znanym równaniem kwadratowym o trzech niewiadomych jest równanie Pitagorasa:
{\displaystyle x^{2}+y^{2}=z^{2}.}
Ogólne równania kwadratowe o trzech niewiadomych opisuje artykuł: kwadryka.

### Inne uogólnienia
Rozważa się też:
- równania kwadratowe – z jedną lub wieloma niewiadomymi – w których zmienne nie są rzeczywiste[3][a];
- równania, gdzie niewiadome występują też w innych potęgach – przykłady to:
  - równania sześcienne i inne równania wielomianowe wyższych stopni;
  - bardziej ogólne równania wymierne;
  - inne równania algebraiczne[1];
- równania kwadratowe z modułem. W takich równaniach występują wartości bezwzględne z trójmianów kwadratowych, czyli wyrażenia postaci {\displaystyle |ax^{2}+bx+c|.} Mogą być przyrównane do stałej, do wyrażenia liniowego lub do trójmianu kwadratowego. Takich wyrażeń kwadratowych w module może być wiele – mogą być do siebie dodawane i od siebie odejmowane[19];
- nierówności kwadratowe – pomagają w tym pojęcia funkcji kwadratowej i jej wykresu[20].